# 秀村欣二
秀村 欣二（ひでむら きんじ、1912年6月19日 - 1997年4月8日）は、日本の西洋史学者（古代ローマ史）。東京大学教養学部名誉教授。

## 経歴
1912年、福岡県福岡市で生まれた。旧制福岡中学（現・福岡県立福岡高校）、旧制福岡高等学校を経て、東京帝国大学文学部西洋史学科に進学。1936年に同大学を卒業。
東京大学教養学部教授。1973年に東京大学を定年退官し、名誉教授となった。その後は青山学院大学文学部教授として教鞭を執り、1984年に退職した。

## 受賞・栄典
- 1985年：叙勲三等、旭日中綬章を授章。

## 家族・親族
- 弟：秀村選三は日本社会経済史の研究者。九州大学名誉教授。

## 著書

### 単著
- 『世界史』学生社、1952
- 『近代以前の西洋』三省堂（社会科歴史文庫）1956
- 『アレキサンダー』講談社（世界伝記全集）1959
- 『ネロ 暴君誕生の条件』中央公論社（中公新書）1967
- 『物語世界史 原始から現代まで』偕成社（ジュニア博物館）1969

### 著作集
- 『秀村欣二選集』〔全5巻〕キリスト教図書出版社 2002-2008

1. 『新約時代史』
2. 『キリスト者の信仰』
3. 『トインビー研究』
4. 『ギリシア・ローマ史論集』
5. 『キリスト教史論集』

### 共編著
- 『西洋史』江口朴郎共著、世界書院 1951
- 『眼で見る古代の世界』三上次男・関野雄共編、学生社 1956
- 『西洋史概説』編著、東京大学出版会 1958
  - 新版 1988年
- 『ヨーロッパの成立』(東大教養西洋史) 吉岡力編、分担項目執筆、創元社 1959
  - 新版 1980
- 『物語西洋史』編著、毎日新聞社(毎日ライブラリー) 1959
- 『世界史小辞典』編、学生社 1961

- 『あなたの世界史 文明の起りと古代の世界』三上次男・関野雄共編、学生社(学生社新書) 1961
- 『ギリシヤとローマ』(世界の歴史 2) 村川堅太郎共編、中央公論社 1961
  - 文庫化 中公文庫 1974
- 『世界人名小辞典』編、学生社 1962
- 『地中海の文明』(世界の歴史 2) 三浦一郎共著、集英社 1968
- 『標準世界史辞典』三上次男共編、吉川弘文館 1968
- 『トインビー入門』山本新共編、経済往来社 1970
- 『古典古代における伝承と伝記』久保正彰・荒井献共編、岩波書店 1975
- 『ギリシアとヘレニズム』(世界の歴史 2) 伊藤貞夫共著、講談社 1976
- 『古代 美の世界の女たち』(世界の女性史 3) 三浦一郎・高橋正男共著、評論社 1976
- 『トインビーの中国観』山本新共編、社会思想社(現代教養文庫) 1978
- 『ヨーロッパにおける人間観の研究』古田光・藤田健治・木田献一・屋形禎亮・澤柳大五郎・廣川洋一・中野幸次・秀村欣二・兼岩正夫・清水富雄・裾分一弘・下村寅太郎・西沢龍生・永井博共編、未来社 1982
- 『古代ヨーロッパ』(世界の歴史 2) 三浦一郎共著、社会思想社(現代教養文庫) 1984

### 記念論集
- 『ヨーロッパ精神史の基本問題:下村寅太郎先生退官記念論文集』岩波書店 1966

澤柳大五郎・関根正雄・村治能就・浅野順一・中野幸次・秀村欣二・兼岩正夫・清水富雄・渡辺金一・下村寅太郎・西沢龍生・藤田健治永井博による共編著

### 翻訳
- 『ヒルティ著作集 11 永遠の平和』カール・ヒルティ著、荒井献共訳、白水社 1959
  - 新版 1979年
- 『ローマ帝国の興亡、歴史物語』(少年少女世界の歴史 2)ギボン著・ヘロドトス著、秀村編訳、あかね書房 1961
- 『ヘレニズム：一つの文明の歴史』アーノルド・J・トインビー著、清永昭次共訳、紀伊国屋書店 1961
  - 新版 1975年
- 『聖アウグスティヌス 古代キリスト教最大の神学者』(世界を創った人びと 4) 編訳、平凡社 1979
- 『歴史地図と写真で実証する聖書の世界』ハリー・トーマス・フランク著、高橋正男共訳、東京書籍 1983
- 『地球文明への視座 トインビー現代論集』アーノルド・トインビー著、吉沢五郎共編訳、経済往来社 1983

## 資料
- 「秀村欣二先生を送る〔含 主要業績目録〕」『歴史学研究報告』15, 1975年, 223-227頁.
- 「秀村欣二先生年譜と業績 (十五周年記念)」『青山史学』8, 1984年, 31-38頁.